# Hans Adolf Bjerrum
Hans Adolf Bjerrum (-Bierrum)  (8. september 1899 i Hellerup – 10. maj 1979 i London, England) var en dansk cand.polyt., civilingeniør, direktør i England og landhockeyspiller som både vandt en olympisk sølvmedalje i landhockey under OL 1920 i Antwerpen. Han var med på det danske hold som endte på andenpladsen i landhockeyturneringen efter Storbritannien.
Hans Adolf Bjerrum spillede for Orient i Lyngby.